# Monalysidium
Monalysidium es un género de foraminífero bentónico de la familia Peneroplidae, de la superfamilia Soritoidea, del suborden Miliolina y del orden Miliolida. Su especie tipo es Peneroplis (Monalysidium) sollasi. Su rango cronoestratigráfico abarca el Holoceno.

## Clasificación
Monalysidium incluye a las siguientes especies:
- Monalysidium acicularis, también aceptado como Coscinospira acicularis
- Monalysidium confusa
- Monalysidium lituus
- Monalysidium okinawaensis
- Monalysidium sollasi

Otra especie considerada en Monalysidium es:
- Monalysidium politum, aceptado como Euthymonacha polita